# Delilah Pierce
Pour les articles homonymes, voir Pierce.
Delilah Williams Pierce (1904-1992) était une artiste, conservatrice et éducatrice afro-américaine basée à Washington, dans le district de Columbia,. Pierce était surtout connue pour avoir défendu l'art afro-américain dans sa peinture de figure modèle et de genre, ainsi que l'abstraction.
L'une de ses œuvres fait partie des collections permanentes du Smithsonian American Art Museum.
Un mois avant sa mort en 1992, elle a obtenu un diplôme honorifique de l'Université du District de Columbia, Washington, DC (DHL). Elle soutenait l'éducation locale.

## Œuvres notables
- DC Waterfront, Maine Avenue (en), 1957, Smithsonian Museum of American Art, Washington, D.C.